# Karlsruhei modell

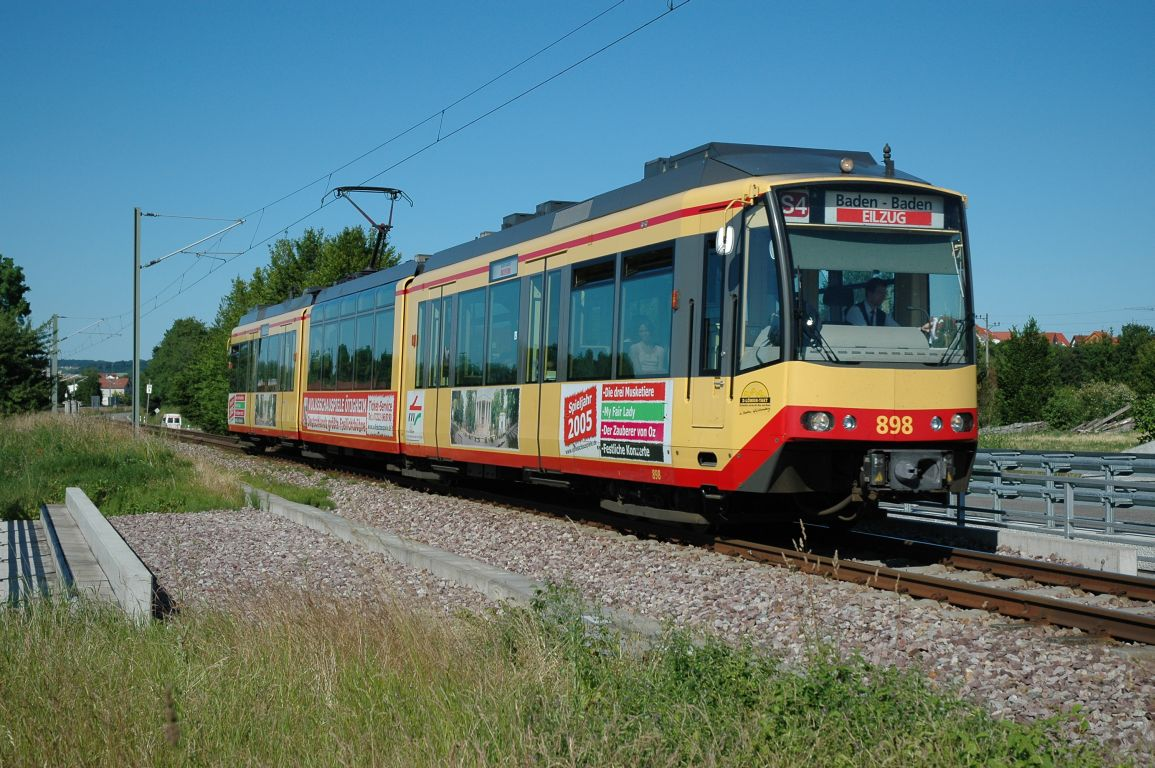
Villamos elővárosi vasútként, Karlsruhe

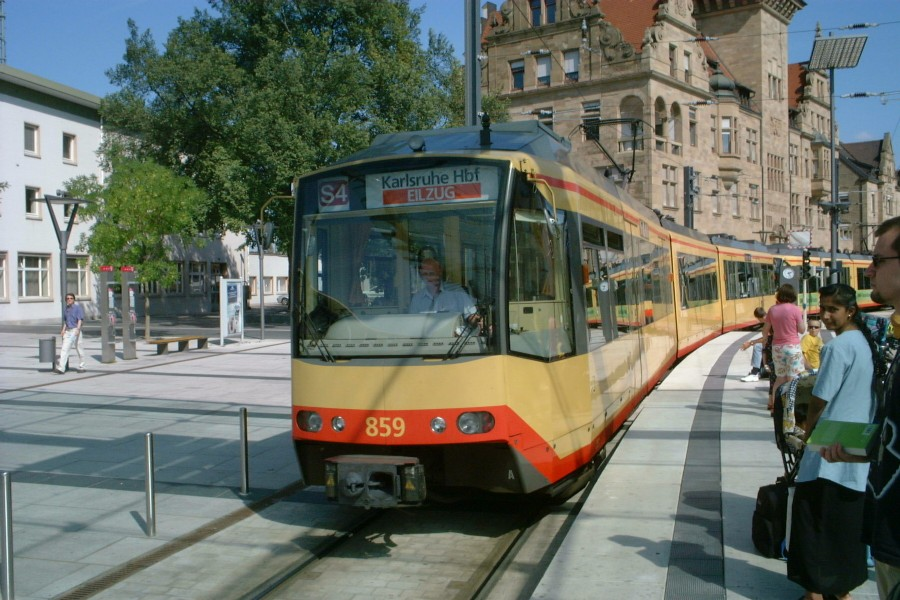
Az elővárosi vasút villamosként

A Karlsruhei modell a Tram-train rendszerek azon típusa, amelyben a városi villamos a helyi közúti vasúti hálózatot elhagyva, kétáramnemű járművek alkalmazásával a regionális nagyvasúti hálózaton közlekedik tovább Ez a mód karlsruhei modell néven vált ismertté, az első ezt a módot alkalmazó német város, Karlsruhe után.

## Története
A rendszert a világon először 1992-ben Karlsruhéban valósították meg, amikor megindult a forgalom a Karlsruhe, Belváros – Bretten között, részben az Albtal Közlekedési Vállalat (AVG) közúti vasúti hálózatán 750 voltos egyenáramú, részben pedig a Német Államvasutak (DB) 15 000 voltos váltóárammal villamosított vasúti hálózatán kétáramnemű közúti vasúti járművekkel. Karlsruhe belvárosa messze található a vasútállomástól, az új rendszer bevezetésével viszont az elővárosokból az utasok átszállás nélkül egyenesen a sétálóutcába érkezhettek. Az utasok körében nagy sikert aratott, hiszen a bevezetés előtti 2000 fő/nap-ról 1993-ra 10 000 fő/napra majd 2005-re 16 000-re nőtt a Bretten és Karlsruhe között vasúton utazók száma. Kiemelendő eredmény, hogy az új utasok 40%-a korábban személygépkocsival közlekedett. A hálózat hossza azóta megtöbbszöröződött, s ma meghaladja a 400 kilométert.

## Tervezett munkálatok
Mára olyan sűrűvé vált a forgalom, hogy az akadályozza a gyalogos közlekedést a bevásárló utcákban és zavarérzékennyé vált a közlekedés. Lényegében átestek a ló túloldalára és a rendszer működőképességének a határát feszegetik. Ennek megoldására dolgoztak ki egy komplex tervet. Az elővárosi vasúti szerepet is betöltő járatok számára új alagutakat építenek a Kaiserstrasse és a Karl-Friedrich Strasse alatt, így azok a felszíni gyalogos és gépjármű forgalomtól zavartalanul közlekedhetnek majd. A villamosoknak a Kriegstrasse-n alakítanak ki új pályát, így az Europaplatz és a Kronenplatz között semmilyen kötöttpályás közlekedés nem marad a felszínen.
A teljes projekt áttekintő tervrajza letölthető itt.